# Promachus pseudocontractus
Promachus pseudocontractus är en tvåvingeart som beskrevs av Joseph och Parui 1993. Promachus pseudocontractus ingår i släktet Promachus och familjen rovflugor. Inga underarter finns listade i Catalogue of Life.